# Bed of Roses (chanson)
Pour les articles homonymes, voir Bed of roses.
Singles de Bon Jovi
Keep the Faith
(1992) In These Arms
(1993)
Pistes de Keep the Faith
In These Arms
(4) If I Was Your Mother
(6)
Bed of Roses est une chanson du groupe américain Bon Jovi tirée de l'album Keep the Faith. 
De type power ballad, la chanson obtient un succès international. Lancée comme single à la fin janvier 1993, elle atteint le #10 du Billboard Hot 100, le #5 du top 40 mainstream, le #13 du UK Top 40 et le #10 du German Top 100.
Une version en espagnol, Cama de rosas, a également été enregistrée.

## Création
John Bon Jovi a composé la chanson dans une chambre d'hôtel alors qu'il souffrait d'une gueule de bois

## Vidéoclip
Le vidéoclip de Bed of Roses commence sur des images de Richie Sambora jouant de la guitare sur des sommets montagneux, puis passe à des scènes présentant Jon Bon Jovi seul dans une chambre d'hôtel, puis des scènes du groupes enregistrant la chanson en studio et, enfin, des scènes du groupe chantant cette dernière live sur scène.
Les scènes lives ont été filmées le 31 décembre 1992 au Stabler Arena (en) de Bethlehem (Pennsylvanie), lors d'un spectacle dédié au Réveillon de la Saint-Sylvestre.

## Palmarès
| Palmarès (1993)                        | Position atteinte |
| -------------------------------------- | ----------------- |
| Australie (ARIA)                       | 10                |
| Belgique (Flandre Ultratop 50 Singles) | 23                |
| France (SNEP)                          | 49                |
| Allemagne (Media Control AG)           | 10                |
| Pays-Bas (Single Top 100)              | 9                 |
| Nouvelle-Zélande (RMNZ)                | 13                |
| Espagne (LOS40)                        | 1                 |
| Suède (Sverigetopplistan)              | 27                |
| Suisse (Schweizer Hitparade)           | 9                 |
| Royaume-Uni (UK Singles Chart)         | 13                |
| États-Unis (Hot 100)                   | 10                |
| États-Unis (Pop Airplay)               | 5                 |

### Palmarès annuel
| Palmarès annuel (1993) | Position |
| ---------------------- | -------- |
| US Billboard Hot 100   | 57       |

### Palmarès total
| Palmarès                     | Position |
| ---------------------------- | -------- |
| Australie (ARIA)             | 959      |
| Suisse (Schweizer Hitparade) | 361      |